# دیوید کانر (بازیکن فوتبال)
دیوید کانر (انگلیسی: David Connor؛ زادهٔ ۲۷ اکتبر ۱۹۴۵) بازیکن فوتبال اهل بریتانیا است.
از باشگاه‌هایی که در آن بازی کرده‌است می‌توان به باشگاه فوتبال مکلسفیلد تاون و باشگاه فوتبال منچستر سیتی اشاره کرد.